# 1916年大奖赛赛季
1916年大奖赛赛季（英語：1916 Grand Prix season）的大奖赛赛事在美国继续举行。由于第一次世界大战，欧洲没有举办赛车比赛。

## 赛季
1916年美国汽车协会汽车锦标赛赛季